# Urška Dolinarka
Urška Dolinarka, znana tudi kot Dolinarjeva Urška, slovenska kmetica in junakinja, * 1457, Češnjica, †  Davča.

## Otroštvo
O življenju Urške Dolinarke ni ohranjenih pisnih virov, o njej nam pripoveduje le ustno izročilo. To pravi, da je bila Urška rojena leta 1457 slovenskima kmetoma v Češnjici v Zgornji Selški dolini. Imela je pet let starejšega brata Jožka. Leta 1458 so v slovenske dežele vdrli Turki ter oplenili in opustošili njeno rodno vas. Njeno mater, ubogo kmetico, so umorili, šestletnega Jožka ugrabili in požgali njihovo domačijo. Očetu se je z enoletno Urško uspelo rešiti. Umaknila sta se na osamljeno kmetijo ob reki Sori, daleč od dotedanjega doma. Pred letom 1478 ji je oče umrl. Kmetico Urško so vaščani iz Davče klicali Urška Dolinarka, ker je bila rojena v Zgornji Selški dolini.

## Junaštvo
Leta 1478 so v Selško dolino znova vdrli Turki. Manjša tolpa se je odpravila proti Davčam. Urška je vedela, kaj se pod Turki godi ženam in dekletom, zato je zbrala sovaščane, ženske in moške, da se skupaj obranijo. Kraj je zaradi ozke soteske ponujal odlično naravno obrambno pregrado. Po dolgem spopadu je z sovaščani pognala Turke proč.V soteski je ostalo nekaj turških ranjencev. Med njimi je bil tudi janičar po imenu Jufus. Urška je na njegovem zapestju videla enako materino znamenje, kot ga je imela tudi ona, in ga prepoznala kot brata Jožka. Jožko se je vrnil v krščansko vero in ostal v Selški dolini. V skalo na kraju, kjer je Urška s sovaščani premagala turško vojsko, je vsekal križ. Ta kaže še danes, do kod so dospeli Turki.

## V umetnosti
Zgodba o Urški Dolinarki je navdihnila več literarnih in zgodovinskih zapisov. Že leta 1861 je duhovnik in pesnik France Svetličič v Slovenskem glasniku objavil epsko pesnitev z naslovom Turški križ, ki temelji na ljudskem izročilu o njej. Najbolj znano literarno delo o njej pa je dramska igra Turški križ, ki jo je napisal Janez Evangelist Krek (roják iz Selške doline). Premierno uprizorjena je bila leta 1909 in natisnjena leta 1910. V njej je glavni lik Uršula, jasno zasnovan po liku Urške Dolinarke. Močno spominja na Ivano Orleansko.